# 12街／傑斐遜與12街／華盛頓站
12街/傑斐遜與12街/華盛頓站（英語：12th Street/Jefferson and 12th Street/Washington stations），是一對位於美國亞利桑那州鳳凰城鳳凰城輕鐵的車站。

## 車站設計
因為市中心道路的設計，12街/華盛頓站只停靠前往19大道/蒙特貝羅站列車，而12街/傑斐遜站只停靠前往梧桐徑與正街站列車。兩站之間相距約500英尺（152.4）。

## 鄰近地標
- 東湖公園
- 消防局總部
- 無玷之心教堂（英語：Immaculate Heart Church）
- 第一制度化浸信會教堂（英語：First Institutional Baptist Church）
- 新時報大廈（英語：New Times Building）
- 蕭氏小學（英語：Shaw Elementary School）

## 站內藝術
鳳凰城輕鐵的每一個車站內都會加入一些藝術元素。12街/傑斐遜與12街/華盛頓站的站內藝術是由藝術家Victor Mario Zaballa設計的。他的作品是一幅利用鐵板，瓷磚和混凝土製成的壁畫，以代表兩站地區的多元種族。

## 接駁交通
| 普通巴士      | 普通巴士 |
| ------------- | -------- |
| 1號           | 16號     |
| RAPID特快巴士 |          |
| 51號州公路線  |          |

## 外部連結
- METRO輕鐵路線圖[永久] （英文）